# RadioShack
RadioShack, trước đây là RadioShack Corporation, là tên thương mại của một nhà bán lẻ Mỹ được thành lập vào năm 1921. Kể từ năm 2017, General Wireless Operations, Inc.đã thuê tên từ Kensington Capital Holdings và hoạt động chủ yếu như một trang web thương mại điện tử, một mạng lưới trong số khoảng 425 cửa hàng đại lý ủy quyền thuộc sở hữu độc lập và là nhà cung cấp các bộ phận cho Sở thích. Tất cả các cửa hàng được đặt tại Hoa Kỳ.

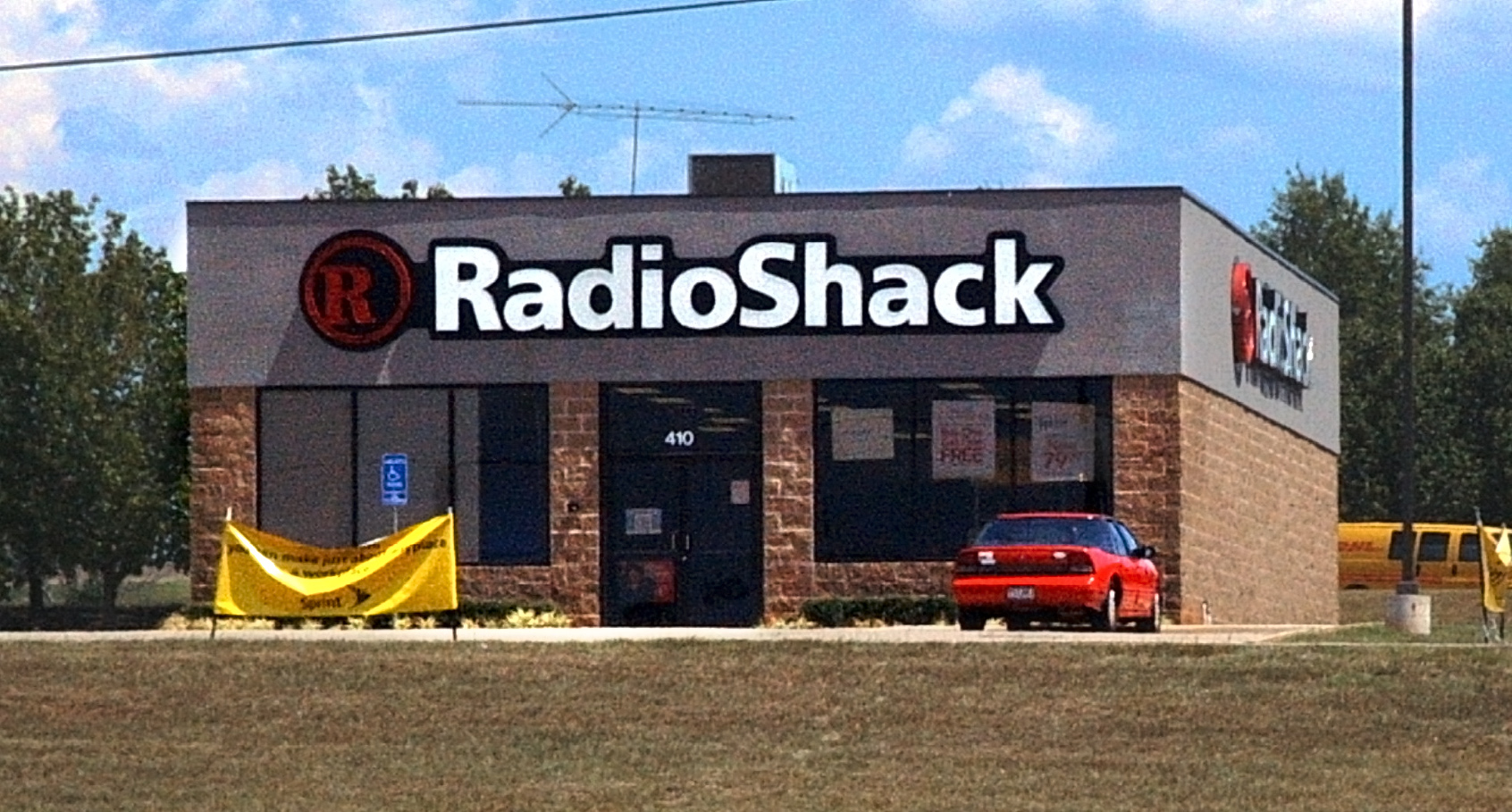
Một cửa hàng Radioshack nhỏ ở Hoa Kỳ

Vào thời kỳ đỉnh cao năm 1999, nó đã vận hành các cửa hàng ở Hoa Kỳ, Mexico, Vương quốc Anh, Úc và Canada. Trong khi ngoài các khu vực được liệt kê đó, công ty đã bán giấy phép cho các công ty khác để có thể sử dụng thương hiệu Radio Shack ở các nơi khác trên thế giới bao gồm các khu vực của Châu Á, Bắc Phi, Nam Mỹ, Trung Mỹ và Caribbean. Vào ngày 5 tháng 2 năm 2015, công ty đã nộp đơn xin bảo vệ Chương 11 theo luật phá sản của Hoa Kỳ sau 11 lần thua lỗ hàng quý liên tiếp.[3] [4]Đến lúc đó, nó chỉ hoạt động ở Hoa Kỳ và Mexico. Tháng sau, General Wireless đã mua tài sản của công ty, bao gồm cả thương hiệu "RadioShack", với giá 160 triệu USD.
General Wireless đã nộp đơn xin phá sản vào tháng 3 năm 2017, tuyên bố quan hệ đối tác Sprint của họ không mang lại lợi nhuận như mong đợi, [5] và thông báo kế hoạch đóng cửa gần như tất cả các cửa hàng thuộc sở hữu công ty của họ sau Ngày tưởng niệm cuối tuần 2017, [6] [7] và để chuyển kinh doanh chủ yếu sang trực tuyến.[số 8]
Kết quả là Tập đoàn RadioShack nộp đơn xin phá sản vào năm 2015, Kensington Capital Holdings (kế thừa của General Wireless) chỉ sở hữu thương hiệu RadioShack tại Hoa Kỳ trong khi các công ty khác sở hữu thương hiệu này ở phần còn lại của thế giới kể từ năm 2015. Công ty Grupo có trụ sở ở Mexico Gigante, thông qua công ty con RadioShack de México, sở hữu thương hiệu RadioShack ở Mexico. Tập đoàn Unicomer có trụ sở tại El Salvador sở hữu thương hiệu RadioShack ở Trung Mỹ, Nam Mỹ và Caribbean. Delta RS for Trading có trụ sở ở Ai Cập sở hữu thương hiệu RadioShack ở Bắc Phi và Trung Đông. Tất cả bốn công ty là hợp pháp riêng biệt và không liên quan.

## Lịch sử

### 40 năm đầu
Công ty được bắt đầu với tên gọi "Radio Shack" vào năm 1921 bởi hai anh em, Theodore và Milton Deutschmann, người muốn cung cấp thiết bị cho lĩnh vực nghiệp dư hay còn gọi là đài phát thanh mới. Hai anh em đã mở một cửa hàng bán lẻ và hoạt động đặt hàng qua thư ở trung tâm thành phố Boston tại 46 Brattle Street. Họ đã chọn tên " Radio Shack ", đó là thuật ngữ cho một cấu trúc nhỏ bằng gỗ đặt thiết bị vô tuyến của tàu. Người Đức nghĩ rằng cái tên này phù hợp với một cửa hàng sẽ cung cấp nhu cầu của các sĩ quan vô tuyến trên tàu, cũng như dăm bông(nhà điều hành đài phát thanh nghiệp dư). Thuật ngữ này đã được sử dụng - và cho đến ngày nay - bởi các ham khi đề cập đến vị trí của các trạm của họ.
Công ty đã phát hành danh mục đầu tiên vào năm 1939 [10] khi tham gia vào thị trường âm nhạc có độ trung thực cao. Năm 1954, Radio Shack bắt đầu bán các sản phẩm nhãn hiệu riêng của mình dưới tên thương hiệu Realist, đổi tên thương hiệu thành Realistic sau khi bị Stereo Realist kiện. Sau khi mở rộng tới chín cửa hàng cộng với một doanh nghiệp đặt hàng qua thư rộng rãi,công ty rơi vào thời kỳ khó khăn trong những năm 1960. Radio Shack về cơ bản đã bị phá sản, nhưng Charles D. Tandy đã nhìn thấy tiềm năng của Radio Shack và bán lẻ hàng điện tử tiêu dùng và mua công ty với giá 300.000 đô la Mỹ.

### Tập đoàn Tandy
Tập đoàn Tandy, một tập đoàn hàng da, đang tìm kiếm các doanh nghiệp liên quan đến sở thích khác mà nó có thể mở rộng. Vào thời điểm mua lại Tandy Radio Shack & Leather1962,chuỗi Radio Shack gần như bị phá sản.
Chiến lược của Tandy là thu hút những người có sở thích. Nó tạo ra các cửa hàng nhỏ được nhân viên bởi những người biết về điện tử và bán chủ yếu là các thương hiệu tư nhân. Tandy đóng cửa doanh nghiệp đặt hàng qua thư không có lợi nhuận của Radio Shack, chấm dứt mua tín dụng và loại bỏ nhiều vị trí quản lý hàng đầu, giữ chân nhân viên bán hàng, người bán hàng và nhà quảng cáo. Số lượng vật phẩm mang theo đã bị cắt giảm từ 40.000 xuống còn 2.500, vì Tandy đã tìm cách "xác định 20% đại diện cho 80% doanh thu" và thay thế một số cửa hàng lớn của Radio Shack bằng nhiều "lỗ nhỏ trên tường", số lượng lớn địa điểm được thuê dễ dàng đóng và mở lại ở nơi khác nếu một địa điểm không hoạt động. Các nhãn hiệu riêng từ các nhà sản xuất chi phí thấp đã thay thế các nhãn hiệu tên tuổi để tăng tỷ suất lợi nhuận của Radio Shack;các dòng phi điện tử từ xe đẩy đến nhạc cụ đã bị bỏ hoàn toàn.Dữ liệu khách hàng từ doanh nghiệp đặt hàng qua thư RadioShack trước đây đã xác định nơi Tandy sẽ định vị các cửa hàng mới. Như một sự khích lệ để họ làm việc nhiều giờ và vẫn có lãi, các nhà quản lý cửa hàng được yêu cầu phải có cổ phần sở hữu trong các cửa hàng của họ.Tại các thị trường quá nhỏ để hỗ trợ cửa hàng Radio Shack do công ty sở hữu, chuỗi này dựa vào các đại lý độc lập, những người mang sản phẩm như một phụ kiện.
Charles D. Tandy, người đã hướng dẫn công ty vượt qua giai đoạn tăng trưởng trong thập niên 1960 và 1970, qua đời vì một cơn đau tim ở tuổi 60 vào tháng 11 năm 1978.[19]
Năm 1982, việc chia tách Hệ thống Bell đãkhuyến khích các thuê bao sở hữu điện thoại của riêng họ thay vì thuê chúng từ các công ty điện thoại địa phương; Radio Shack cung cấp hai mươi mẫu điện thoại nhà.
Phần lớn dòng Radio Shack được sản xuất tại các nhà máy của công ty. Đến năm 1990/1991, Tandy là nhà sản xuất máy tính cá nhân lớn nhất thế giới; năng lực sản xuất OEMcủa nó là xây dựng phần cứng cho Tập đoàn Thiết bị Kỹ thuật số, GRiD, Olivetti, AST Computer, Panasonic và các công ty khác. Công ty đã sản xuất mọi thứ, từ đồ đạc trong cửa hàng đến phần mềm máy tính đến dây và cáp, ăng-ten TV, băng âm thanh và video.Tại một thời điểm, Radio Shack là chuỗi điện tử lớn nhất thế giới.
Vào tháng 6 năm 1991, Tandy đã đóng cửa hoặc tái cấu trúc 200 Trung tâm máy tính Radio Shack,mua lại Thành phố máy tínhvà cố gắng chuyển sự nhấn mạnh của nó ra khỏi các linh kiện và dây cáp, theo hướng điện tử tiêu dùng chính thống.Tandy đã bán sản xuất máy tính của mình cho AST Research vào năm 1993,bao gồm cả máy tính xách tay Grid Systems Corporation mà họ đã mua vào năm 1988.Nó đã bán nhãn hiệu ghi âm tiêu dùng Memorex cho một công ty Hồng Kông,và thoái vốn hầu hết các bộ phận sản xuất của nó. Các sản phẩm thương hiệu nhà, mà Radio Shack từ lâu đã được đánh dấu rất nhiều, đã được thay thế bằng các thương hiệu bên thứ ba đã có sẵn từ các đối thủ cạnh tranh. Điều này làm giảm tỷ suất lợi nhuận.
Năm 1992, Tandy đã cố gắng ra mắt nhà bán lẻ điện tử hộp lớn Incredible Universe;hầu hết mười bảy cửa hàng không bao giờ có lãi. Sáu cửa hàng có lợi nhuận đã được bán cho Fry's Electronics vào năm 1996; những người khác đã bị đóng cửa.Các nỗ lực đổi thương hiệu khác bao gồm khởi động hoặc mua lại các chuỗi bao gồm McDuff, Khái niệm video và Cạnh trong Điện tử;đây là những cửa hàng lớn hơn mang TV, thiết bị và các dòng khác.
Tandy đã đóng cửa các cửa hàng McDuff và từ bỏ Incredible Universe vào năm 1996, nhưng vẫn tiếp tục bổ sung các cửa hàng RadioShack mới.Đến năm 1996, các nhà cung cấp linh kiện công nghiệp đã triển khai thương mại điện tử để bán nhiều loại linh kiện trực tuyến;sẽ là một thập kỷ nữa trước khi RadioShack bán các bộ phận từ trang web của mình,với một lựa chọn hạn chế đến mức nó không phải là đối thủ của các nhà cung cấp công nghiệp được thành lập với hàng tồn kho tập trung hàng triệu mặt hàng.
Năm 1994, công ty đã giới thiệu một dịch vụ gọi là "Cửa hàng sửa chữa tại Radio Shack", qua đó cung cấp dịch vụ sửa chữa không bảo hành rẻ tiền cho hơn 45 thương hiệu thiết bị điện tử khác nhau.Công ty đã có hơn một triệu bộ phận trong kho phụ tùng rộng lớn và 128 trung tâm dịch vụ trên khắp Hoa Kỳ và Canada;hy vọng sẽ tận dụng những điều này để xây dựng mối quan hệ khách hàng và tăng lưu lượng cửa hàng. Len Roberts, chủ tịch bộ phận Radio Shack từ năm 1993, ước tính rằng doanh nghiệp sửa chữa mới có thể tạo ra 500 triệu đô la mỗi năm vào năm 1999.
"Cửa hàng công nghệ của Mỹ" đã bị bỏ rơi vì khẩu hiệu "bạn có câu hỏi, chúng tôi đã có câu trả lời" vào năm 1994.[37] Vào đầu mùa hè năm 1995, công ty đã thay đổi logo; "Radio Shack" được đánh vần trong CamelCase là "RadioShack". Năm 1996, RadioShack đã kiến nghị thành công Ủy ban Truyền thông Liên bang Hoa Kỳ phân bổ tần số cho Dịch vụ Phát thanh Gia đình, một hệ thống máy bộ đàmtầm ngắn đã trở nên phổ biến.

#### Pin của tháng
Từ những năm 1960 đến đầu những năm 1990, Radio Shack đã quảng bá một câu lạc bộ "pin của tháng"; một thẻ các tông có kích cỡ ví miễn phí được cung cấp một Enercellmiễn phí một tháng tại cửa hàng. Giống như thử nghiệm ống miễn phí được cung cấp tại cửa hàng vào đầu những năm 1970,nhà lãnh đạo thua lỗ nhỏ này đã thu hút lưu lượng truy cập chân. Các thẻ cũng phục vụ như danh thiếp chung cho nhân viên bán hàng.

#### Allied Đài phát thanh
Năm 1970, Tandy Corporation đã mua Allied Radio Corporation (cả hai bộ phận bán lẻ và công nghiệp), sáp nhập các thương hiệu vào Allied Radio Shack và đóng cửa các địa điểm trùng lặp. Sau một đánh giá của chính phủ liên bang năm 1973, công ty đã bán hết vài cửa hàng bán lẻ Đồng minh còn lại và tiếp tục sử dụng tên Radio Shack. Allied Electronics, hoạt động thành phần công nghiệp của công ty, tiếp tục là một bộ phận Tandy cho đến khi nó được bán cho Spartan Sản xuất vào năm 1981.

#### Hương vị
Sản phẩm chạy lâu nhất cho Radio Shack là Realistic Flavoradio chỉ có AM, được bán từ năm 1972 đến 1986, 15 năm trong cùng một thiết kế. Điều này cũng làm cho Flavoradio trở thành sản phẩm dài nhất trong lịch sử radio. Được phát hành lần đầu với 6 màu hoặc hương vị, dâu, cam, chanh, bơ, việt quất và nho, dòng sản phẩm này đã tăng lên mười một hương vị bằng cách thêm vani, sô cô la và 3 hương vị hai tông màu với lưng vani. Thiết kế ban đầu có 5 bóng bán dẫn (model 166) nhưng đã thay đổi thành 6 bóng bán dẫn vào những năm 1980 (model 166a) và model cuối cùng 201 được thiết kế xung quanh một mạch tích hợp. Chúng lần đầu tiên được sản xuất tại Hàn Quốc sau đó là Hồng Kông và cuối cùng là Philippines. Flavoradio mang tên Hiện thực cho đến khoảng năm 1998 khi nó chuyển sang "Radio Shack" rồi cuối cùng là "Optimus". Khi Flavoradio bị loại khỏi danh mục năm 2001.

#### Đài phát thanh CB
Chuỗi lợi nhuận từ sự phổ biến rộng rãi của đài phát thanh ban nhạc công dân vào giữa những năm 1970, lúc cao điểm, chiếm gần 30% doanh thu của chuỗi.

#### Máy tính cá nhân
Vào năm 1977, hai năm sau MITS Altair 8800, Radio Shack đã giới thiệu TRS-80, một trong những máy tính cá nhân được sản xuất hàng loạt đầu tiên.Đây là một hệ thống được lắp ráp hoàn chỉnh vào thời điểm nhiều máy vi tính được chế tạo từ bộ dụng cụ, được hỗ trợ bởi một chuỗi bán lẻ toàn quốc khi các cửa hàng máy tính còn ở giai đoạn sơ khai. Doanh số ban đầu, 600 đô la Mỹ TRS-80 ban đầu vượt quá mọi mong đợi mặc dù khả năng hạn chế của nó.Điều này được theo sau bởi Máy tính màu TRS-80 vào năm 1980, được thiết kế để gắn vào TV. Tandy cũng truyền cảm hứng cho Tandy Computer Whiz Kids(1982-1991), một bộ đôi truyện tranh của những người đam mê máy tính tuổi teen, những người hợp tác với những người như Archie và Superman.Các cửa hàng máy tính của Radio Shack đã cung cấp những bài học cho thanh thiếu niên là "Trại máy tính Radio Shack" vào đầu những năm 1980.
Đến tháng 9 năm 1982, công ty đã có hơn 4.300 cửa hàng và hơn 2.000 nhượng quyền độc lập tại các thị trấn không đủ lớn cho một cửa hàng thuộc sở hữu của công ty. Sau này cũng bán phần cứng và phần mềm của bên thứ ba cho máy tính Tandy, nhưng các cửa hàng thuộc sở hữu của công ty đã không bán hoặc thậm chí thừa nhận sự tồn tại của các sản phẩm không phải của Tandy.Trong giữa những năm 1980, Radio Shack đã bắt đầu quá trình chuyển đổi từ độc quyền của nó 8-bit máy tính để độc quyền của IBM PC tương thích máy tính Tandy, loại bỏ các "Radio Shack" tên từ sản phẩm trong một nỗ lực để thoát khỏi sự dài chạy biệt danh "Phế liệu vô tuyến"và "Thùng rác 80" [50]để làm cho sản phẩm hấp dẫn người dùng doanh nghiệp. Khả năng tương thích kém, biên lợi nhuận bị thu hẹp và thiếu quy mô kinh tế đã khiến Radio Shack rời khỏi thị trường sản xuất máy tính vào những năm 1990 sau khi mất phần lớn thị trường máy tính để bàn trước các đối thủ cạnh tranh mới hơn về giá như Dell. Tandy mua lại chuỗi Thành phố Máy tínhvào năm 1991 và bán các cửa hàng cho CompUSA vào năm 1998.
Năm 1994, RadioShack đã bắt đầu bán IBM 's Aptiva dòng máy tính gia đình.Sự hợp tác này sẽ kéo dài đến năm 1998, khi RadioShack hợp tác với Compaq và tạo ra 'Trung tâm học tập sáng tạo' như một cửa hàng trong một cửa hàng để quảng bá máy tính để bàn.Các chương trình khuyến mãi tương tự đã được thử với 'Cửa hàng Sprint tại RadioShack' (điện thoại di động) và 'PowerZone' (dòng sản phẩm pin của RadioShack).

### Tập đoàn RadioShack
Vào giữa những năm 1990, công ty đã cố gắng chuyển ra khỏi các thành phần nhỏ và vào các thị trường tiêu dùng chính hơn, tập trung vào tiếp thị điện thoại không dây. Điều này đặt chuỗi, từ lâu đã quen với việc thu lợi nhuận cao trên các sản phẩm chuyên dụng không có sẵn từ các nhà bán lẻ địa phương khác, để cạnh tranh trực tiếp với các nhà cung cấp như Best Buy và Walmart.
Vào tháng 5 năm 2000, công ty đã bỏ tên Tandy hoàn toàn, trở thành Tập đoàn RadioShack. Các tài sản vận hành da đã được bán cho The Leather Factory vào ngày 30 tháng 11 năm 2000;doanh nghiệp đó vẫn có lãi.
Các thương hiệu House Realistic và Optimus đã bị ngừng sản xuất. Năm 1999, công ty đã đồng ý vận chuyển các sản phẩm của RCA trong một hợp đồng 5 năm cho một cửa hàng "Trung tâm giải trí kỹ thuật số RCA" trong một cửa hàng.Khi hợp đồng RCA kết thúc, RadioShack đã giới thiệu các nhãn hiệu Presidian và Accurian của riêng mình, làm hồi sinh thương hiệu Optimus vào năm 2005 cho một số sản phẩm cấp thấp. Enercell, một thương hiệu nhà cho pin khô, vẫn được sử dụng cho đến khoảng năm 2014.
Hầu hết các thương hiệu nhà RadioShack đã bị loại bỏ khi Tandy thoái vốn khỏi các cơ sở sản xuất vào đầu những năm 1990; danh sách ban đầu bao gồm: Realistic (stereo, hi-fi và radio), Archer (ăng-ten và bộ tăng tốc), Micronta (thiết bị thử nghiệm), Tandy (máy tính), TRS-80 (máy tính độc quyền), ScienceFair (bộ dụng cụ), DuoFone (điện thoại cố định), Concertmate (tổng hợp âm nhạc), Enercell (tế bào và pin), Road Patrol (máy dò radar, radio xe đạp), Patrolman (máy quét radio thực tế), Deskmate(phần mềm), KitchenMate, Stereo Shack, Mach One, Supertape (băng ghi âm), Optimus (loa và bàn xoay), Flavoradio (radio AM bỏ túi với nhiều màu sắc khác nhau), Weatheradio, Portavision(TV nhỏ) và Minimus (loa).
Năm 2000, RadioShack là một trong nhiều người ủng hộ đầu đọc mã vạch CueCat, một thất bại tiếp thị. Nó đã đầu tư 35 triệu đô la Mỹ vào công ty,bao gồm mã vạch trong danh mục sản phẩm và phân phối thiết bị CueCat cho khách hàng miễn phí.
Các danh mục in RadioShack hàng năm cuối cùng đã được phân phối cho công chúng vào năm 2003.
Cho đến năm 2004, RadioShack thường xuyên hỏi tên và địa chỉ của người mua để họ có thể được thêm vào danh sách gửi thư. Tên và địa chỉ gửi thư đã được yêu cầu cho các đơn đặt hàng đặc biệt (RadioShack Phụ tùng và phụ kiện không giới hạn, các mặt hàng Direc2U không được lưu trữ tại địa phương), trả lại, kiểm tra thanh toán, ứng dụng thẻ tín dụng RadioShack Đáp Plus, mua gói dịch vụ và kích hoạt điện thoại di động.
Vào ngày 20 tháng 12 năm 2005, RadioShack tuyên bố bán tòa nhà trụ sở mới được xây dựng bên bờ sông Fort Worth, Texas cho KanAm Grund có trụ sở ở Đức; tài sản đã được cho thuê lại cho RadioShack trong 20 năm. Vào năm 2008, RadioShack đã giao hợp đồng thuê này cho Khu Đại học Hạt Tarrant (TCC), còn lại trong 400.000 feet vuông không gian làm trụ sở chính.
Năm 2005, RadioShack chia tay Verizon để ký hợp đồng 10 năm với Cingular (sau này là AT & T) và đàm phán lại thỏa thuận 11 năm với Sprint.[64] Vào tháng 7 năm 2011, RadioShack đã kết thúc mối quan hệ đối tác không dây với T-Mobile, thay thế nó bằng "Cửa hàng không dây Verizon" trong một cửa hàng.2005 đánh dấu một năm biểu ngữ cho không dây.
RadioShack đã không sản xuất các sản phẩm dưới tên gọi thực tế từ đầu những năm 1990. Hỗ trợ cho nhiều dòng sản phẩm truyền thống của Radio Shack, bao gồm cả radio nghiệp dư, đã kết thúc vào năm 2006.Một số đại lý nhượng quyền ở thị trấn nhỏ đã sử dụng khả năng của mình để mang hàng hóa không phải RadioShack để mang các bộ phận từ các nguồn bên ngoài, nhưng chúng được đại diện một thiểu số.

#### PointMobl và "The Shack"
Vào giữa tháng 12 năm 2008, RadioShack đã mở ba cửa hàng khái niệm dưới tên "PointMobl" để bán điện thoại không dây và dịch vụ, netbook, iPod và thiết bị định vị GPS. Ba cửa hàng ở Texas (Dallas, Highland Village và Allen) được trang bị đồ đạc màu trắng giống như trong các bộ phận không dây được sửa sang lại của các cửa hàng RadioShack riêng lẻ, nhưng không có mối quan hệ giao tiếp nào với chính RadioShack. Nếu thử nghiệm đã chứng minh thành công, RadioShack có thể đã chuyển sang chuyển đổi các địa điểm RadioShack hiện tại thành các cửa hàng PointMobl ở một số thị trường nhất định.
Trong khi một số sản phẩm PointMobl, chẳng hạn như bộ điều hợp năng lượng xe hơi và vỏ điện thoại, (và vẫn còn) được mang dưới dạng sản phẩm thương hiệu trong các cửa hàng RadioShack, các cửa hàng PointMobl độc lập đã bị đóng cửa và khái niệm bị từ bỏ vào tháng 3 năm 2011.
Vào tháng 8 năm 2009, RadioShack đã đổi thương hiệu thành "The Shack".Chiến dịch tăng doanh số bán các sản phẩm di động, nhưng với chi phí kinh doanh linh kiện cốt lõi.
RadioShack tích cực thúc đẩy đăng ký Dish Network.
Vào tháng 11 năm 2012, RadioShack đã giới thiệu dịch vụ nhận bưu kiện Amazon Lockertại các cửa hàng của mình, chỉ để từ chối chương trình vào tháng 9 năm 2013.Năm 2013, chuỗi đã thực hiện mã thông báo để lấy lại thị trường tự làm, bao gồm cả "Do" mới Nó cùng nhau "khẩu hiệu.
Nhân viên lâu năm quan sát thấy một sự thay đổi chậm và dần dần từ các bộ phận điện tử và dịch vụ khách hàng và hướng tới việc thúc đẩy bán hàng và tiện ích không dây; áp lực bán dần tăng lên, trong khi sự tập trung vào đào tạo và kiến thức sản phẩm giảm. Tinh thần là rất nhiều; Những nhân viên lâu năm được trả thưởng và nghỉ hưu trong các lựa chọn cổ phiếu đã thấy giá trị của các công cụ này giảm dần.

#### Suy giảm tài chính
Năm 1998, RadioShack tự gọi mình là nhà bán sản phẩm viễn thông tiêu dùng lớn nhất trên thế giới; cổ phiếu của nó đạt đến đỉnh điểm một năm sau đó.
InterTAN, một công ty con trước đây của Tandy, đã bán các cửa hàng Tandy UK vào năm 1999 và các cửa hàng Úc vào năm 2001. InterTAN đã được bán (với các cửa hàng ở Canada) cho đối thủ Circuit City vào năm 2004. Thương hiệu RadioShack vẫn được sử dụng ở Hoa Kỳ, nhưng Thế kỷ 21 đã chứng minh một giai đoạn suy giảm kéo dài của chuỗi, vốn chậm phản ứng với các xu hướng chính như thương mại điện tử, sự gia nhập của các đối thủ cạnh tranh như Best Buy và Amazon.com, và sự phát triển của phong trào nhà sản xuất.
Vào năm 2011, doanh số điện thoại thông minh, thay vì điện tử nói chung, chiếm một nửa doanh thu của chuỗi.Nhóm khách hàng Radio Shack truyền thống của những người tự mày mò tự làm ngày càng phải ngồi ngoài. Các bộ phận điện tử trước đây được lưu trữ trong các cửa hàng bây giờ hầu hết chỉ có sẵn thông qua đơn đặt hàng đặc biệt trực tuyến. Nhân viên cửa hàng tập trung nỗ lực bán các hợp đồng di động có lợi nhuận, trong khi các khách hàng khác tìm kiếm sự hỗ trợ đã bị bỏ qua và khiến các cửa hàng thất vọng.
Nhu cầu về điện tử tiêu dùng cũng ngày càng bị suy yếu do người tiêu dùng mua các mặt hàng trực tuyến.

#### 2004: Sáng kiến "Sửa 1500"
Đầu năm 2004, RadioShack đã giới thiệu Fix 1500, một chương trình sâu rộng để "sửa chữa" các vấn đề về hàng tồn kho và lợi nhuận trên toàn công ty. Chương trình đưa 1.500 người quản lý cửa hàng được xếp loại thấp nhất, trong số hơn 5.000, thông báo về sự cần thiết phải cải thiện. Các nhà quản lý được xếp loại không phải trên dữ liệu lưu trữ và nhân sự hữu hình mà trên các cuộc phỏng vấn trực tiếp với ban quản lý quận.
Thông thường, thời hạn 90 ngày được đưa ra để người quản lý cải thiện (do đó khiến người quản lý khác sau đó được chọn cho Fix 1500). Tổng cộng có 1.734 người quản lý cửa hàng được chỉ định lại làm cộng tác viên bán hàng hoặc chấm dứt trong thời gian 6 tháng.[76]Ngoài ra, trong thời gian này, RadioShack đã hủy kế hoạch mua cổ phiếu của nhân viên. Đến quý đầu năm 2005, các số liệu đánh giá kỹ năng được sử dụng trong Fix 1500 đã bị loại bỏ và nhân viên công ty tạo ra chương trình đã từ chức.
Năm 2004, RadioShack là mục tiêu của một vụ kiện tập thể trong đó hơn 3.300 người quản lý RadioShack hiện tại hoặc trước đây đã cáo buộc công ty yêu cầu họ phải làm việc nhiều giờ mà không phải trả tiền làm thêm giờ. Trong nỗ lực đàn áp tin tức, công ty đã đưa ra một vụ kiện chiến lược thành công chống lại sự tham gia của công chúng chống lại Bradley D. Jones, quản trị trang web của RadioShackSucks.com và một cựu đại lý RadioShack trong 17 năm.

#### 2006: Vấn đề quản lý
Vào năm 2005, một sự chuyển đổi trong các nhà cung cấp dịch vụ không dây nổi bật đã làm giảm 62% thu nhập trong quý IV do việc ghi giảm hàng tồn kho, khiến cổ phiếu của công ty xuống mức thấp gần ba năm.
Vào ngày 20 tháng 2 năm 2006, Giám đốc điều hành David Edmondson thừa nhận "sai sót" trong sơ yếu lý lịch của mình và đã từ chức sau khi Fort Worth Star-Telegram gỡ bỏ yêu cầu của mình về bằng cấp về thần học và tâm lý học từ Đại học Kinh thánh Heartland Baptist.
Giám đốc điều hành Claire Babrowski một thời gian ngắn đảm nhận vị trí CEO và chủ tịch. Một cựu chiến binh 31 tuổi của Tập đoàn McDonald, nơi cô từng là phó chủ tịch và Giám đốc điều hành nhà hàng, Babrowski đã gia nhập RadioShack vài tháng trước đó. Cô rời công ty vào tháng 8 năm 2006, sau đó trở thành CEO và Phó chủ tịch điều hành của Đồ chơi "R" Us.
Hội đồng quản trị của RadioShack đã bổ nhiệm Julian C. Day làm chủ tịch và giám đốc điều hành vào ngày 7 tháng 7 năm 2006. Ngày có kinh nghiệm tài chính và đã đóng một vai trò quan trọng trong việc hồi sinh các công ty như Safeway, Sears và Kmart nhưng không có kinh nghiệm bán hàng trực tuyến thực tế nào cần thiết để điều hành một công ty bán lẻ. Người tiêu dùng đã gọi ông là một trong "10 CEO điên rồ nhất năm 2009" (trong số các công ty đối mặt với người tiêu dùng, theo nhân viên của họ).Ông đã từ chức vào tháng 5 năm 2011
Giám đốc tài chính của RadioShack James "Jim" Gooch đã thành công với tư cách là CEO vào năm 2011, nhưng "đồng ý từ chức" 16 tháng sau khi giá cổ phiếu giảm 73%.Vào ngày 11 tháng 2 năm 2013, RadioShack Corp đã thuê Joseph C. Magnacca từ Walgreen, vì ông có kinh nghiệm trong lĩnh vực bán lẻ.

#### 2006: Sa thải công ty và chiến lược mới
Vào mùa xuân năm 2006, RadioShack đã công bố chiến lược tăng khối lượng đơn vị trung bình, giảm chi phí đầu tư và phát triển các cảnh quay có lợi nhuận. Đầu đến giữa năm 2006, RadioShack đã đóng cửa gần 500 địa điểm. Nó đã được xác định rằng một số cửa hàng quá gần nhau, khiến họ cạnh tranh với nhau cho cùng một khách hàng. Hầu hết các cửa hàng đóng cửa năm 2006 mang lại doanh thu dưới 350.000 đô la Mỹ mỗi năm.
Bất chấp những hành động này, giá cổ phiếu đã giảm mạnh trong một thị trường đang bùng nổ. Vào ngày 10 tháng 8 năm 2006, RadioShack đã công bố kế hoạch loại bỏ 1/5 lực lượng trụ sở công ty để giảm chi phí, cải thiện vị thế cạnh tranh lâu dài trong khi hỗ trợ số lượng cửa hàng nhỏ hơn đáng kể.[91] Vào thứ ba, ngày 29 tháng 8, các công nhân bị ảnh hưởng đã nhận được e-mail: "Thông báo giảm lực lượng lao động hiện đang được tiến hành. Thật không may, vị trí của bạn là một vị trí đã bị loại bỏ." [92] [93]Bốn trăm ba công nhân đã được dành 30 phút để thu thập các hiệu ứng cá nhân của họ, nói lời tạm biệt với đồng nghiệp và sau đó tham dự một cuộc họp với các giám sát viên cao cấp của họ. Thay vì phát hành thanh toán thôi việc ngay lập tức, công ty đã giữ lại chúng để đảm bảo rằng BlackBerry, máy tính xách tay và điện thoại di động do công ty phát hành đã được trả lại.[94]Động thái này đã thu hút sự chỉ trích công khai rộng rãi ngay lập tức vì sự thiếu nhạy cảm của nó.[95]

#### 2009: Vấn đề quan hệ khách hàng
RadioShack và Văn phòng kinh doanh tốt hơncủa Fort Worth, Texas đã gặp nhau vào ngày 23 tháng 4 năm 2009 để thảo luận về các khiếu nại chưa được trả lời và chưa được giải quyết. Công ty đã thực hiện một kế hoạch hành động để giải quyết các vấn đề dịch vụ khách hàng hiện tại và tương lai. Các cửa hàng được hướng dẫn để đăng một dấu hiệu với tên của người quản lý quận, câu hỏi "Chúng ta đang làm như thế nào?" và một số điện thoại miễn phí trực tiếp đến văn phòng quận cho khu vực của họ. RadioShackHelp.com được tạo ra như một cổng thông tin khác để khách hàng giải quyết các vấn đề của họ thông qua Internet. Kể từ năm 2012, BBB đã nâng cấp RadioShack từ xếp hạng "F" lên xếp hạng "A"; điều này đã được thay đổi thành "không xếp hạng" sau khi nộp đơn phá sản năm 2015.[96]
Theo báo cáo xếp hạng kinh nghiệm được công bố bởi Temkin Group, một công ty nghiên cứu độc lập, RadioShack được xếp hạng là nhà bán lẻ có trải nghiệm khách hàng tồi tệ nhất; nó duy trì vị trí này trong sáu năm liên tiếp.[97]

#### 2012-2015-2014: Khủng hoảng tài chính
Từ năm 2000 đến 2011, RadioShack đã chi 2,6 tỷ đô la Mỹ để mua lại cổ phiếu của chính mình trong nỗ lực đẩy giá cổ phiếu giảm từ 24,33 đô la Mỹ xuống còn 2,53 đô la Mỹ; việc mua lại và cổ tức bằng cổ phiếu đã bị đình chỉ vào năm 2012 để bảo tồn tiền mặt và giảm nợ khi công ty tiếp tục mất tiền.[98] Cổ phiếu của công ty đã giảm 81% kể từ năm 2010 và giao dịch thấp hơn giá trị sổ sách.[76] Cổ phiếu đạt mức thấp nhất mọi thời đại vào ngày 14 tháng 4 năm 2012.[99] [100] Vào tháng 9 năm 2012, trụ sở của RadioShack đã sa thải 130 công nhân sau khi mất 21 triệu đô la Mỹ mỗi quý.[101]Việc sa thải tiếp tục vào tháng 8 năm 2013; việc làm tại trụ sở đã giảm từ hơn 2.000 trước khi sa thải năm 2006 xuống còn ít hơn 1.000 vào cuối năm 2013.[102] Vào cuối năm 2013, chuỗi này sở hữu 4.297 cửa hàng ở Mỹ.[103]
Công ty đã nhận được một khoản tiền mặt trị giá 250.000.000 đô la Mỹ vào năm 2013 từ Salus Capital Partners và Cerberus Capital Management.[104] Khoản nợ này mang theo các điều kiện khó khăn, ngăn RadioShack kiểm soát chi phí bằng cách hạn chế đóng cửa hàng tới 200 mỗi năm [105] và hạn chế các nỗ lực tái cấp vốn của công ty. Với quá nhiều cửa hàng hoạt động kém hiệu quả vẫn mở, chuỗi tiếp tục xoắn ốc hướng tới phá sản.[106]
Vào ngày 4 tháng 3 năm 2014, công ty đã công bố khoản lỗ giao dịch ròng năm 2013 là 400,2 triệu đô la Mỹ, cao hơn mức lỗ năm 2012 là 139,4 triệu đô la Mỹ, [107] và đề xuất tái cấu trúc [108] sẽ đóng cửa 1.100 cửa hàng hoạt động thấp hơn, [ 109] gần 20% địa điểm tại Hoa Kỳ.[110] Vào ngày 9 tháng 5 năm 2014, công ty báo cáo rằng các chủ nợ đã ngăn không cho họ thực hiện những lần đóng cửa đó, [111] với một người cho vay có ít cửa hàng hơn có nghĩa là sẽ có ít tài sản hơn để đảm bảo khoản vay và giảm bất kỳ sự phục hồi nào khi phá sản tổ chức lại.[112]
Vào ngày 10 tháng 6 năm 2014, RadioShack nói rằng họ có đủ tiền mặt để kéo dài 12 tháng, nhưng điều đó kéo dài một năm phụ thuộc vào doanh số tăng.[113] Doanh số đã giảm trong chín quý liên tiếp, [114] và đến cuối năm, công ty nhận ra một khoản lỗ trong "mỗi quý trong số 10 quý gần nhất".[104] Vào ngày 20 tháng 6 năm 2014, giá cổ phiếu của RadioShack giảm xuống dưới 1 đô la Mỹ, [115]gây ra cảnh báo ngày 25 tháng 7 từ Sở giao dịch chứng khoán New York rằng nó có thể bị hủy bỏ vì không duy trì giá cổ phiếu trên 1 đô la.[116] On ngày 28 tháng 7 năm 2014, Mergermarket 's Debtwire báo cáo RadioShack đã thảo luận về Chương 11 phá sản bảo vệ như một tùy chọn.[117]
Vào ngày 11 tháng 9 năm 2014, RadioShack thừa nhận có thể phải nộp đơn xin phá sản và sẽ không thể tài trợ cho các hoạt động của mình "vượt quá thời hạn rất gần" trừ khi công ty bị bán, tái cấu trúc hoặc nhận được một khoản tiền mặt lớn.[118] Vào ngày 15 tháng 9 năm 2014, RadioShack đã thay thế CFO của mình bằng một chuyên gia phá sản.[119] Vào ngày 3 tháng 10, RadioShack tuyên bố tái cấu trúc ngoài tòa án, tỷ lệ pha loãng cổ phiếu 4: 1 và vấn đề quyền lợi có giá 40 xu một cổ phiếu.[120] [121] Cổ phiếu của RadioShack (NYSE:  RSH) đã bị tạm dừng trên sàn giao dịch New York trong cả ngày.[122] [123] Bất chấp đề xuất tái cơ cấu nợ, vào tháng 12, Salus vàCerberus đã thông báo cho RadioShack rằng đó là mặc định của250.000.000 đô la Mỹ mà họ đã cung cấp dưới dạng tiền mặt vào năm 2013.[104]
Vào cuối tháng 10 năm 2014, số liệu hàng quý cho thấy RadioShack đã mất 1,1 triệu đô la Mỹ mỗi ngày.[124] Một nỗ lực vào tháng 11 năm 2014 để giữ cho các cửa hàng mở cửa từ 8 giờ sáng đến nửa đêm vào ngày Lễ Tạ ơn đã thu hút sự phản ứng mạnh mẽ của nhân viên và một vài lần từ chức; [125] [126] doanh số cửa hàng tương đương trong ba ngày (Thứ Năm-Thứ Bảy) thấp hơn 1% so với năm trước, khi các cửa hàng mở cửa trong hai ngày.[127] Các vấn đề của công ty trong việc duy trì hàng tồn kho của các mặt hàng có giá trị lớn, chẳng hạn như iPhone 6 của Apple, tiếp tục cắt giảm doanh số.[128]
Đến tháng 12 năm 2014, RadioShack đã bị các nhân viên cũ kiện vì đã khuyến khích họ đầu tư tiền tiết kiệm hưu trí 401 (k) vào cổ phiếu công ty, với cáo buộc vi phạm nghĩa vụ ủy thác để "xử lý" một cách thận trọng quỹ hưu trí gây ra "tổn thất nặng nề" khi nghỉ hưu kế hoạch khi cổ phiếu giảm từ 13 đô la Mỹ năm 2011 xuống còn 38 xu vào cuối năm 2014.[129] Những khiếu nại này đã bị Tòa phúc thẩm vòng 5 Hoa Kỳ bác bỏ vào năm 2018.[130] [131]

#### 2015: Phá sản
| "RadioShack đã chết cách đây nhiều năm; chúng tôi hiện chỉ tổ chức tang lễ. Các nhà quản lý tích cực đã tránh RadioShack trong một thời gian dài." |
| - Gershon Distenfeld, Giám đốc,AllianceBernstein [132]                                                                                             |

Vào ngày 15 tháng 1 năm 2015, Tạp chí Phố Wall đã báo cáo RadioShack đã trì hoãn thanh toán tiền thuê nhà cho một số chủ nhà thương mại [133] và đang chuẩn bị hồ sơ phá sản có thể đến sớm nhất vào tháng Hai. Các quan chức của công ty từ chối bình luận về báo cáo.[134] Một báo cáo riêng của Bloomberg tuyên bố công ty có thể bán cho một nửa số cửa hàng của mình cho Sprint.[135]
Vào ngày 2 tháng 2 năm 2015, công ty đã bị hủy niêm yết tại Sở giao dịch chứng khoán New York sau khi vốn hóa thị trường trung bình vẫn dưới 50 triệu đô la Mỹ trong hơn ba mươi ngày liên tiếp.[136] [137] Cùng ngày hôm đó, Bloomberg News cho biết RadioShack đang đàm phán để bán một nửa số cửa hàng của mình cho Sprint và đóng cửa phần còn lại, điều này sẽ khiến RadioShack không còn là nhà bán lẻ độc lập.[138] Amazon.com và Brookstone cũng được đề cập là nhà thầu tiềm năng, trước đây họ muốn thiết lập sự hiện diện của gạch và vữa.[139] Vào ngày 3 tháng 2, RadioShack mặc địnhvề khoản vay từ Salus Capital.[140]
Những ảnh hưởng của việc bán thanh lý tại cửa hàng RadioShack điển hình này ở Miami, Florida (2016).
Vào những ngày sau các báo cáo này, một số nhân viên đã được hướng dẫn giảm giá và chuyển hàng tồn kho ra khỏi các cửa hàng được chỉ định đóng cửa cho những cửa hàng sẽ vẫn mở trong các thủ tục phá sản sắp tới, [141] trong khi phần còn lại vẫn "trong bóng tối" tương lai của công ty.[142] Nhiều cửa hàng đã đóng cửa đột ngột vào Chủ nhật, ngày 1 tháng 2 năm 2015, ngày đầu tiên trong năm tài chính của công ty, với các nhân viên chỉ được thông báo trước vài giờ. Một số đã được mở với một nhóm bộ xương, ít hàng tồn kho và giảm giờ chỉ vì các điều khoản cho vay của Salus Capital đã giới hạn chuỗi 200 cửa hàng đóng cửa một năm.[143]Một nhóm chủ nợ cáo buộc chuỗi này vẫn hỗ trợ cuộc sống thay vì đóng cửa sớm hơn và cắt lỗ chỉ để Standard General có thể tránh phải trả tiền cho các giao dịch hoán đổi tín dụng đã hết hạn vào ngày 20 tháng 12 năm 2014.[144]
Vào ngày 5 tháng 2 năm 2015, RadioShack tuyên bố rằng họ đã nộp đơn xin bảo vệ phá sản theo Chương 11.[4] Sử dụng phá sản để chấm dứt các hạn chế hợp đồng đã yêu cầu mở các cửa hàng không có lợi nhuận, công ty đã ngay lập tức công bố danh sách 1784 cửa hàng mà họ dự định đóng cửa, [145] [146] một quy trình mà họ muốn hoàn thành vào cuối tháng tránh ước tính 7 triệu đô la Mỹ trong tiền thuê nhà tháng ba.[147]
Khách hàng ban đầu đã được trao cho đến ngày 6 tháng 3 năm 2015 để trả lại hàng hóa hoặc đổi thẻ quà tặng không sử dụng.[148] [149] [150] Tuy nhiên, sau áp lực pháp lý từ Tổng chưởng lý của một số bang, [151] [152]RadioShack cuối cùng đã đồng ý bồi hoàn cho khách hàng về giá trị của thẻ quà tặng chưa sử dụng.[153]
Vào ngày 31 tháng 3 năm 2015, tòa án phá sản đã chấp thuận lời đề nghị trị giá 160 triệu đô la Mỹ của General General General Wireless Wireless, giành quyền sở hữu 1.743 địa điểm RadioShack. Là một phần của thỏa thuận, công ty đã hợp tác với Sprint, trong đó công ty sẽ trở thành người thuê chung tại 1.435 địa điểm RadioShack và thành lập cửa hàng trong một khu vực cửa hàng dành để bán các thương hiệu không dây của mình, bao gồm Sprint, Boost Mobile và Virgin Di động. Các cửa hàng sẽ thu tiền hoa hồng từ việc bán các sản phẩm của Sprint và Sprint sẽ hỗ trợ khuyến mãi. Sprint tuyên bố rằng sự sắp xếp này sẽ tăng số lượng bán lẻ của công ty lên hơn gấp đôi; công ty trước đây có khoảng 1.100 cửa hàng bán lẻ thuộc sở hữu của công ty, so với hơn 2.000 được điều hành bởi AT & T Mobility. Mặc dù họ sẽ được coi là người thuê chung, thương hiệu Sprint sẽ nổi bật hơn trong các bảng hiệu quảng cáo và ngoại thất so với RadioShack. Việc mua lại không bao gồm quyền đối với tài sản trí tuệ của RadioShack (như thương hiệu của nó), quyền đối với các địa điểm nhượng quyền của RadioShack và hồ sơ khách hàng, sẽ được bán riêng.[154] [155] [156] [157]
RadioShack bị chỉ trích vì bao gồm thông tin nhận dạng cá nhân của khách hàng là một phần tài sản được bán trong quá trình tố tụng, bất chấp chính sách lâu dài và lời hứa với khách hàng rằng dữ liệu sẽ không bao giờ được bán vì bất kỳ lý do gì vào bất kỳ lúc nào.[158] Các Federal Trade Commission và chung Luật sư của một số tiểu bang đã chiến đấu chống lại chuyển động này. Việc bán dữ liệu này đã được phê duyệt, mặc dù đã giảm đáng kể so với những gì được đề xuất ban đầu.

### General Wireless Operations, Inc.
Standard General đã mua lại thương hiệu RadioShack sau khi RadioShack Corporation nộp đơn xin phá sản vào năm 2015. Nó đã thành lập công ty liên kết, General Wireless Operations, để hoạt động như một công ty mẹ mới cho thương hiệu. RadioShack mới này tập trung vào sự hợp tác với Sprint với hy vọng mang thương hiệu này.
Các cửa hàng thương hiệu lại được ra mắt vào ngày 10 tháng 4 năm 2015, với việc chuyển đổi sơ bộ các bộ phận không dây hiện có của cửa hàng thành nhà riêng cho các thương hiệu Sprint, với tất cả các cửa hàng cuối cùng sẽ được cải tạo theo làn sóng để phân bổ không gian lớn hơn cho Sprint.[156] [159] Vào tháng 5 năm 2015, việc mua lại tên "RadioShack" và tài sản của nó bằng General Wireless với giá 26,2 triệu USD đã được hoàn tất.[160] [161] Giám đốc tiếp thị Michael Tatelman nhấn mạnh rằng công ty nổi lên từ quá trình tố tụng năm 2015 là một công ty hoàn toàn mới, và tiếp tục khẳng định rằng RadioShack cũ không tái xuất hiện sau khi phá sản, gọi đó là "không còn tồn tại".[162]
Chưa đầy một năm sau sự kiện phá sản năm 2015, Ron Garriques và Marty Amschler đã từ chức giám đốc điều hành và giám đốc tài chính tương ứng; Garriques đã giữ vị trí của mình trong chín tháng.[163] [164] [165]

#### 2017: Phá sản
Người ta đã suy đoán vào ngày 2 tháng 3 năm 2017 rằng General Wireless đang chuẩn bị đưa RadioShack vượt qua lần phá sản thứ hai trong hai năm.[166] Điều này đã được minh chứng khi hàng chục nhân viên văn phòng của công ty bị sa thải và hai trăm cửa hàng đã được dự kiến sẽ được đóng cửa, [167] và tiếp tục chứng minh khi trang web RadioShack bắt đầu hiển thị "tất cả doanh thu cuối cùng" biểu ngữ để mua hàng trong cửa hàng ở tất cả các địa điểm.
Phá sản Chương 11 của RadioShack đã chính thức được đệ trình vào ngày 8 tháng 3 năm 2017.[168] Trong số 1.300 cửa hàng còn lại sau đó, hàng trăm đã được chuyển đổi thành các địa điểm chỉ dành cho Sprint.[169]
Mặc dù tuyên bố phá sản Chương 11 (thường dành riêng cho việc sắp xếp lại nợ) thay vì Chương 7 (thanh lý), công ty đã thanh lý tất cả hàng tồn kho, vật tư và đồ đạc trong cửa hàng, cũng như bán đấu giá các vật kỷ niệm cũ.[8] [170] Vào ngày 26 tháng 5, RadioShack đã công bố kế hoạch đóng cửa tất cả trừ 70 cửa hàng công ty và chuyển hoạt động kinh doanh chủ yếu sang trực tuyến. Các cửa hàng này đã đóng cửa sau Ngày tưởng niệm Cuối tuần 2017.[7] Trong số các cửa hàng còn lại, 50 cửa hàng nữa đóng cửa vào cuối tháng 6 năm 2017.[171] [172]
Một cửa hàng cụ thể đóng cửa vào tháng 4 năm 2017 đã thu hút sự chú ý của truyền thông rộng rãi khi một tài khoản Facebook, tự gọi mình là "RadioShack - Reynoldsburg, OH ", bắt đầu đả kích khách hàng bằng các tin nhắn như "Chúng tôi đã đóng cửa." dù sao bạn cũng châm chọc khách hàng. " [173] RadioShack đã giải quyết các bài đăng này trên trang Facebook chính thức của họ phủ nhận mọi liên quan.[174]
Vào ngày 29 tháng 6 năm 2017, các chủ nợ của RadioShack đã kiện Sprint, tuyên bố rằng họ đã phá hoại các địa điểm đồng thương hiệu của mình với các cửa hàng bán lẻ Sprint mới được xây dựng gần các địa điểm RadioShack hoạt động tốt như được xác định bởi thông tin bán hàng bí mật. Vụ kiện lập luận rằng hành động của Sprint "đã phá hủy gần 6.000 việc làm RadioShack".[175]
Chung Wireless công bố kế hoạch trên 12 tháng 6 năm 2017 để bán đấu giá tên RadioShack và IP, [176] với đấu thầu bắt đầu vào ngày 18. Đấu thầu kết thúc vào ngày 19 Tháng Bảy năm 2017, khi một trong số các chủ nợ RadioShack, Kensington Capital Holdings, thu được các RadioShack thương hiệu và tài sản trí tuệ khác cho US $ 15 triệu.[177] Kensington là người trả giá duy nhất.[178]
Vào tháng 10 năm 2017, General Wireless đã chính thức thoát khỏi phá sản và được phép giữ lại kho của công ty, trang thương mại điện tử, hoạt động của mạng lưới đại lý và tối đa 28 cửa hàng.

#### 2018:phá sản
Vào cuối tháng 7 năm 2018, RadioShack hợp tác với Sở thích Hoa Kỳ để mở khoảng 100 cửa hàng "Express" của RadioShack.[181] [182]Chủ sở hữu Sở thích chọn sản phẩm RadioShack nào sẽ mang theo.[183]
Các đại lý của RadioShack đã mở lại khoảng 500 cửa hàng vào tháng 10 năm 2018.Đến tháng 11 năm 2018, họ đã ký 77 trong số 137 cửa hàng nhượng quyền của Sở thích.